# Feuquières-en-Vimeu
Feuquières-en-Vimeu är en kommun i departementet Somme i regionen Hauts-de-France i norra Frankrike. Kommunen ligger i kantonen Moyenneville som tillhör arrondissementet Abbeville. År 2022 hade Feuquières-en-Vimeu 2 432 invånare.

## Befolkningsutveckling
Antalet invånare i kommunen Feuquières-en-Vimeu
| Referens: INSEE |